# Viktor Nikolaevič Sokolov
Viktor Nikolaevič Sokolov (in russo Виктор Николаевич Соколов?; Bender, 4 aprile 1962) è un ammiraglio russo, ufficiale della Marina russa con il grado di ammiraglio nonché dal 2022 comandante della flotta del Mar Nero.

## Biografia
Il 13 dicembre 2014, con decreto presidenziale è stato promosso a viceammiraglio.
Nel 2016, in qualità di vice comandante, Sokolov era a capo di un distaccamento della Flotta del Nord, impegnata in operazioni al largo delle coste della Siria durante l'intervento russo nella guerra civile siriana. Dopo diversi mesi, Sokolov è stato congedato dal capo di stato maggiore generale delle forze armate, il generale Valerij Gerasimov, ritornando con la sua task force alle basi della flotta nel nord della Russia. Nel gennaio 2020 ha lasciato l'incarico di vice comandante della Flotta del Nord per assumere il ruolo di capo dell'Accademia navale Kuznecov. Nell'agosto 2022, durante l'invasione russa dell'Ucraina, è stato nominato comandante della flotta del Mar Nero, venendo promosso al grado di ammiraglio il 6 giugno 2023.
Il 25 settembre 2023 viene dato per morto a seguito di un attacco missilistico ucraino, cosa successivamente smentita dai media russi.
Il 15 febbraio 2024, viste le elevate perdite avvenute sotto il suo comando, è stato esautorato dal posto di comandante della flotta del Mar Nero e sostituito dal viceammiraglio Sergej Pinčuk.
Il 5 marzo dello stesso anno è stato emesso dalla Corte Penale Internazionale un mandato d'arresto nei suoi confronti per crimini di guerra e crimini contro l’umanità compiuti durante l'invasione dell'Ucraina.